# Meronera montana
Meronera montana är en skalbaggsart som beskrevs av Thomas Casey 1906. Meronera montana ingår i släktet Meronera och familjen kortvingar. Inga underarter finns listade i Catalogue of Life.